# Équipe du Kirghizistan de football
Cet article traite de l'équipe masculine. Pour l'équipe féminine, voir Équipe du Kirghizistan féminine de football.
Maillots
L'équipe du Kirghizistan de football est une sélection des meilleurs joueurs kirghiz sous l'égide de la Fédération du Kirghizstan de football.

## Histoire
Le Kirghizistan termine quatrième de la première édition de la Coupe d'Asie centrale des nations de football en juin 2023.

## Classement FIFA
| Année              | 1994 | 1995 | 1996 | 1997 | 1998 | 1999 | 2000 | 2001 | 2002 | 2003 | 2004 | 2005 | 2006 | 2007 | 2008 | 2009 | 2010 | 2011 | 2012 | 2013 | 2014 | 2015 | 2016 | 2017 | 2018 | 2019 | 2020 | 2021 | 2022 | 2023 | 2024 |
| ------------------ | ---- | ---- | ---- | ---- | ---- | ---- | ---- | ---- | ---- | ---- | ---- | ---- | ---- | ---- | ---- | ---- | ---- | ---- | ---- | ---- | ---- | ---- | ---- | ---- | ---- | ---- | ---- | ---- | ---- | ---- | ---- |
| Classement mondial | 166  | 172  | 168  | 140  | 151  | 159  | 174  | 164  | 171  | 157  | 150  | 157  | 139  | 139  | 158  | 159  | 174  | 191  | 199  | 147  | 152  | 108  | 122  | 115  | 91   | 96   | 96   | 96   | 94   | 98   | 107  |

## Palmarès

### Parcours enCoupe du monde
| Année | Position                      |      | Année                         | Position |                   | Année | Position |
| 1930  | Membre de l' Union soviétique | 1974 | Membre de l' Union soviétique | 2010     | Tour préliminaire |       |          |
| 1934  | Membre de l' Union soviétique | 1978 | Membre de l' Union soviétique | 2014     | Tour préliminaire |       |          |
| 1938  | Membre de l' Union soviétique | 1982 | Membre de l' Union soviétique | 2018     | Tour préliminaire |       |          |
| 1950  | Membre de l' Union soviétique | 1986 | Membre de l' Union soviétique | 2022     | Tour préliminaire |       |          |
| 1954  | Membre de l' Union soviétique | 1990 | Membre de l' Union soviétique | 2026     | Tour préliminaire |       |          |
| 1958  | Membre de l' Union soviétique | 1994 | Non inscrite                  | 2030     | À venir           |       |          |
| 1962  | Membre de l' Union soviétique | 1998 | Tour préliminaire             | 2034     | À venir           |       |          |
| 1966  | Membre de l' Union soviétique | 2002 | Tour préliminaire             |          |                   |       |          |
| 1970  | Membre de l' Union soviétique | 2006 | Tour préliminaire             |          |                   |       |          |

### Parcours enCoupe d'Asie
| Année | Position                      |      | Année                         | Position |                    | Année | Position |
| 1956  | Membre de l' Union soviétique | 1984 | Membre de l' Union soviétique | 2011     | Non inscrite       |       |          |
| 1960  | Membre de l' Union soviétique | 1988 | Membre de l' Union soviétique | 2015     | Non inscrite       |       |          |
| 1964  | Membre de l' Union soviétique | 1992 | Membre de l' Union soviétique | 2019     | Huitième de finale |       |          |
| 1968  | Membre de l' Union soviétique | 1996 | Tour préliminaire             | 2023     | 1er tour           |       |          |
| 1972  | Membre de l' Union soviétique | 2000 | Tour préliminaire             | 2027     | Qualifiée          |       |          |
| 1976  | Membre de l' Union soviétique | 2004 | Tour préliminaire             |          |                    |       |          |
| 1980  | Membre de l' Union soviétique | 2007 | Non inscrite                  |          |                    |       |          |

## Sélectionneurs
| Nom                  | Période             | Matchs | Victoires | Nuls | Défaites | Titres |
| -------------------- | ------------------- | ------ | --------- | ---- | -------- | ------ |
| Meklis Kochaliyev    | 1992-1996           | 15     | 1         | 3    | 11       |        |
| Yevgueniy Novikov    | 1997-2001           | 19     | 4         | 1    | 14       |        |
| Nematjan Zakirov     | 2003-2006           | 12     | 4         | 2    | 6        |        |
| Boris Podkorytov     | 2006                | 6      | 3         | 0    | 3        |        |
| Nematjan Zakirov     | 2007-2008           | 12     | 4         | 0    | 8        |        |
| Anarbek Ormonbekov   | 2009-2011           | 13     | 3         | 3    | 7        |        |
| Mourat Joumakeev     | 2011-2012           | 3      | 0         | 0    | 3        |        |
| Sergueï Dvoryankov   | 2012-2014           | 6      | 3         | 1    | 2        |        |
| Mirlan Echenov       | 2014                | 3      | 0         | 0    | 3        |        |
| Aleksandr Krestinine | oct. 2014-avr. 2023 | 61     | 27        | 10   | 24       |        |
| Štefan Tarkovič      | avr. 2023-juin 2024 | 19     | 6         | 4    | 9        |        |
| Maxim Lisitsyn       | juin 2024-          | 10     | 2         | 2    | 6        |        |